# Оспанов, Орал Базарбаевич
Оспанов Орал Базарбаевич (род. 30 октября 1961, Омская область, РСФСР, СССР) — выдающийся казахстанский хирург, учёный, педагог. Доктор медицинских наук, профессор, академик Европейской Академии Естественных Наук (ЕАЕН). Обладатель ряда государственных и ведомственных наград: Кавалер Ордена "Курмет" (Почет), Кавалер Ордена Н.И.Пирогова;  обладатель почетных званий «Қазақстан Республикасының Еңбек Сіңірген Өнертапқышы» (Заслуженный Изобретатель Республики Казахстан (первый в отрасли медицины); "Лучший преподаватель ВУЗа (2013); "Лучший научный работник" (2021). Профессор Орал Оспанов является почетным членом профессиональных сообществ в нескольких странах: в Украинской ассоциации бариатрических хирургов, в Ассоциации бариатрических и метаболических хирургов Узбекистана, в Российском обществе бариатрических хирургов. Является почетным профессором Национального хирургического центра КР имени академика М. М. Мамакеева.
Является членом ред.коллегии Московского хирургического журнала.
Основатель (2011) и почетный президент Казахстанской Ассоциации эндоскопических хирургов (КАЭХ). 

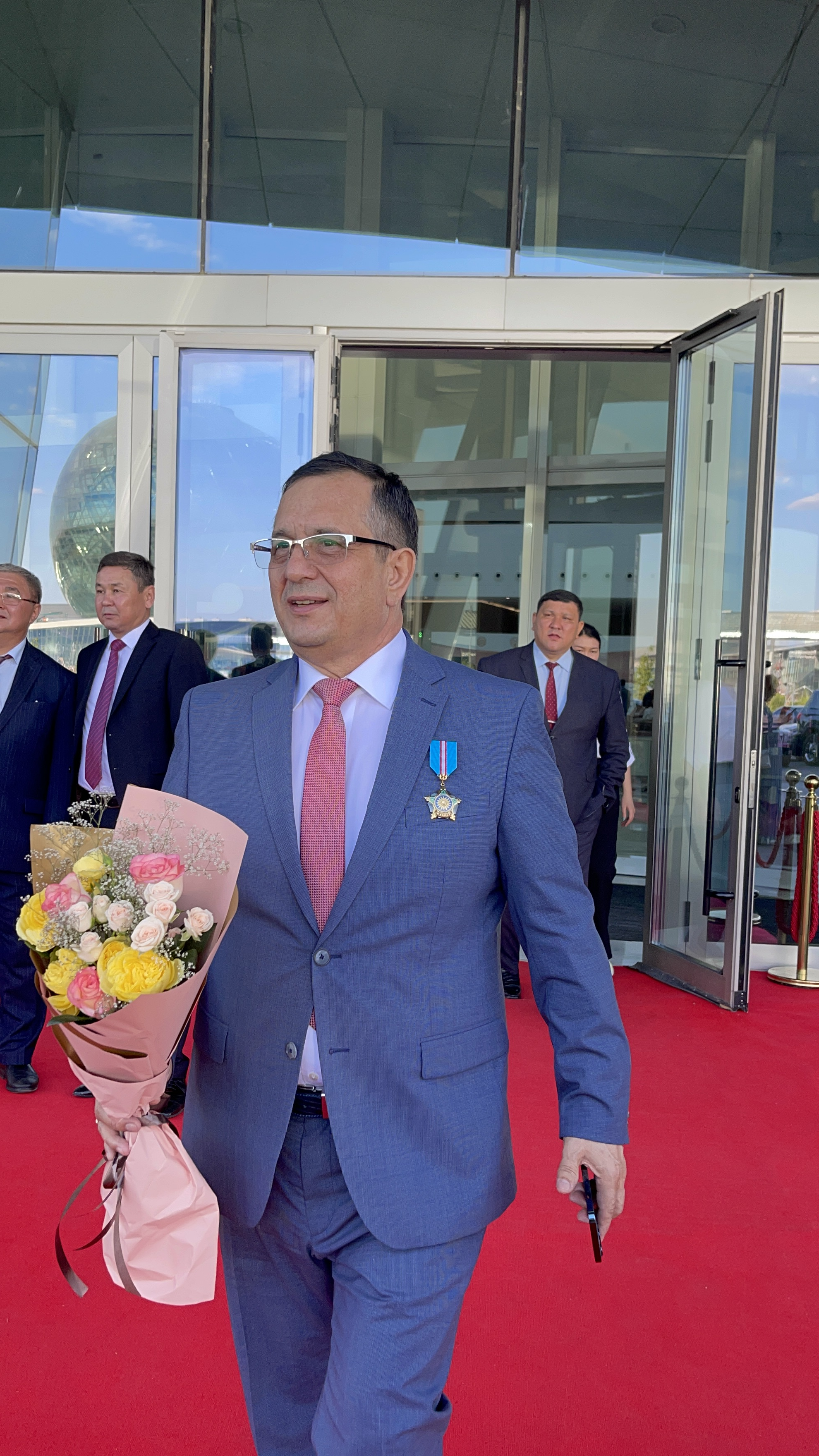
В день вручения государственной награды Ордена "Курмет" (Почет) в конгресс-центре в городе Нур-Султан, Казахстан, 17 июня 2022 года

Основатель (2014) и президент Республиканского общественного объединения "Казахстанское Общество Бариатрических и Метаболических Хирургов — РОО «КОБиМХ»,  член (с 2015г) Всемирной Федерации Хирургии Ожирения и Метаболических Нарушений (IFSO), "Отец" (основатель) бариатрической и метаболической хирургии в Центральной Азии .
В настоящее время - профессор кафедры хирургических болезней и бариатрической хирургии НАО «Медицинский университет Астана».

## Образование
В 1988 году окончил Омский государственный медицинский институт (Омский государственный медицинский университет).
С 1988 по 1989 года проходил интернатуру по хирургии в Городской клинической больнице №1 города Омска.
С 1991г по 1993г поступил на конкурсной основе и проходил клиническую ординатуру в Омском государственном медицинском институте (академии).
В 1995 году защитил кандидатскую диссертацию, а в 2003 году так же в России защитил докторскую диссертацию на тему «Лапароскопическая компрессионная технология выполнения анастомозов в абдоминальной хирургии 

## Карьера
С 1989 года по 1991 год работал районным хирургом в городе Называевск Омской области. 1993 по 2003 год работал в ведущих клиниках города Омска.
В 2004 г. Оспанов О. Б. был приглашен в Национальный научный медицинский центр Архивная копия от 20 ноября 2021 на Wayback Machine Республики Казахстан, где работал главным научным сотрудником Центра Хирургии ННМЦ. В 2008 году заведовал VIP- хирургией ННМЦ.
С 2012 г. организовал и возглавил единственную в Республике Казахстан кафедру эндохирургии, которая была в последующем преобразована в кафедру лапароскопической и бариатрической хирургии. После объединения хирургических кафедр стал профессором кафедры хирургических болезней и бариатрической хирургии НАО «Медицинский университет Астана».
С 2014 г. Основал и возглавил Республиканское общественное объединение «Казахстанское Общество Бариатрических и Метаболических Хирургов — РОО „КОБиМХ“»
С 2019 г. наряду с основной научной и педагогической деятельностью в медицинском университете Астана совмещает хирургическую деятельность в различных клиниках страны и является руководителем ТОО «Центра хирургии профессора Орала Оспанова» в «Green Clinic» г. Нур-Султан, Казахстан.

## Основные достижения
- Защита кандидатской диссертации по абдоминальной хирургии состоялась в 1995 г. Докторская диссертация, утвержденная ВАК России в 2003 г., была посвящена теме «Лапароскопическая компрессионная технология выполнения анастомозов в абдоминальной хирургии». О.Б. Оспанову принадлежит термин «анастомозная клипса», а ряд положений из диссертации  цитируются международными исследователями в области применения компрессионных анастомозов. С 1998 по 2003 г. впервые внедрил в Омском онкологическом диспансере ряд новых авторских и стандартных лапароскопических и торакоскопических технологий[14].
- Профессор Оспанов О. Б. провёл первые лапароскопические бариатрические операции в Центральной Азии (в Казахстане, Узбекистане и Кыргызстане), за что был признан «отцом бариатрической и метаболической хирургии в Центральной Азии» по версии журнала "Obesity Surgery" — печатного органа Всемирной Федерации хирургии ожирения и метаболических нарушений  (The International Federation for the Surgery of Obesity and Metabolic Disorders (IFSO)[15] ).
- При поддержке Всемирной Федерации хирургии и метаболических нарушений профессор Орал Оспанов совместно с министерством здравоохранения Республики Казахстан ввёл в национальную систему здравоохранения новую специализацию "бариатрическая и метаболическая хирургия" в рамках специальности "общая хирургия"  https://doi.org/10.1007/s11695-021-05232-0[16].
- В Казахстане впервые стал широко выполнять и обучать других врачей лапароскопическим операциям при ожирении и сахарном диабете 2-го типа (лапароскопическая продольная резекция желудка, минигастрошунтирование, шунтирование по Ру).  Внедрил технологию «Бариатрическая хирургия» в лечении метаболического синдрома во многие регионы страны. В 2014 г. основал и возглавил Республиканское общественное объединение "Казахстанское Общество Бариатрических и Метаболических Хирургов — РОО «КОБиМХ». Под руководством Орала Базарбаевича  РОО «КОБиМХ» принят в Европейский отдел Всемирной Федерации хирургии ожирения и метаболических нарушений (IFSO). По инициативе профессора Оспанова О.Б. впервые в Центральной Азии прошёл международный Бариатрический конгресс KaSBariMeT-2018.[15]
- Профессор Оспанов участвует в качестве международного эксперта при стандартизации бариатрических и метаболических операций и оценке новых технологий в хирургии наряду с международными экспертами, публикуя консенсусное решения[17],[18]
- Разработал и внедрил полностью бесстеплерное желудочное шунтирование Архивная копия от 26 октября 2021 на Wayback Machine при ожирении и сахарном диабете 2-го типа, без использования дорогостоящих сшивающих аппаратов. Провел первое бесстеплерное лапароскопического гастрошунтирования в России в рамках межгосударственного сотрудничества приуроченное к встречи президентов Российской Федерации и Республики Казахстан в ноябре 2019 года в г. Омск.
- Основоположник в Казахстане антирефлюксной хирургии. Внедрял и активно проводил лапароскопические операции при грыжах пищеводного отверстия диафрагмы и гастроэзофагеальной рефлюксной болезни[19].
- Первым стал проводить торакоскопические операции при опухолях вилочковой железы (тимома) и при феномене Рейно (гипергидрозе), ретроперитонеоскопическую поясничную симпатэктомию при поражении сосудов нижних конечностях и потливости ног.
- Впервые в Казахстане стал выполнять однопортовое лапароскопическое удаление желчного пузыря при желчно-каменной болезни и полипозе [20]; За свою карьеру профессор Оспанов О. Б. имеет большой опыт лапароскопического оперативного лечения грыж различной локализации, провел более 3-х тысяч лапароскопических холецистэктомий.
- Впервые в Казахстане выполнил лапароскопический дуоденоеюнальный анастомоз при синдроме верхнебрыжеечной артерии с гастростазом и дуоденостазом;
- Руководитель (PI) государственного научного проекта МОН РК 2018—2020 номер АР05135241 "Изучение продолжительности жизни у пациентов с метаболическим синдромом после снижения массы тела (LIFEXPE-RT, The work was supported by the Ministry of Education and Science of the Republic of Kazakhstan, grant number AP05135241.) [21]
- Действительный Член Всемирной федерации бариатрических и метаболических хирургов — IFSO, член Генерального совета, а  так же член международной консультативной группы IFSO-EC [22].
- Член европейского общества эндоскопических хирургов — EAES [23].
- Почетный профессор Национального хирургического центра имени академика М. М. Мамакеева Архивная копия от 2 марта 2022 на Wayback Machine Республики Кыргызстан.
- Является основателем и почетным президентом «Казахстанская ассоциация эндоскопических хирургов- КАЭХ». Непосредственный организатор 5-ти конгрессов КАЭХ.
- Член независимой комиссии МОН РК по присуждению президентской стипендии «Болашак» с 2008 по 2009гПрофессор Оспанов О. Б. во время операции

Профессор Оспанов О. Б. во время операции

- Внедрил соединитель тканей собственной разработки.

## Основные труды

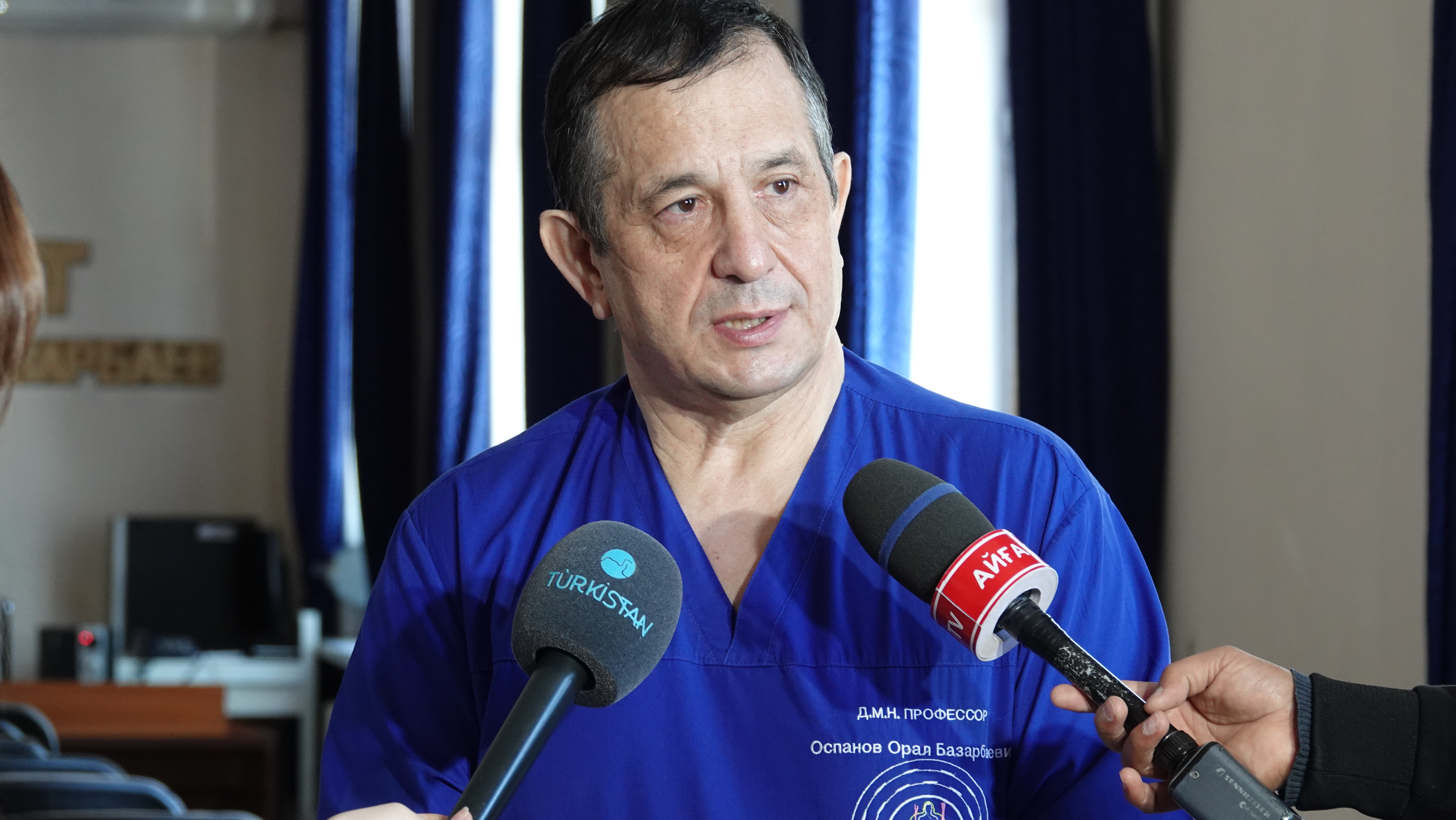
Научно-практическая конференция в г. Туркестан, 2021г

Оспанов О. Б. опубликовал более 300 статей, автор 25 патентов на изобретения в России и Казахстане. Автор 15 монографий, учебных пособий, 5 изданий методических рекомендаций.
- Автор первого в РК практического руководства по лапароскопической хирургии: «Лапароскопическая хирургия» (2011).
- Автор монографии «Ахалазия кардии: разработка и оценка метода лапароскопической кардиомиотомии Архивная копия от 25 октября 2021 на Wayback Machine». Издательство Palmarium Academic Publishing (2015-12-16) ISBN 978-3-659-60394-5. ISBN 3659603945. EAN:9783659603945. Берлин (Германия).
- Автор монографии «Лапароскопическая антирефлюксная хирургия: авторская фундопликация при ГЭРБ Архивная копия от 25 октября 2021 на Wayback Machine». Издательство LAP LAMBERT Academic Publishing (2012-01-31) ISBN 978-3-8465-8410-1.Берлин (Германия).
- Автор монографии «Лапароскопическая хирургия неопухолевой патологии кардиоэзофагеальной зоны» г. Астана (2014).
- Автор монографии «Концепция бесстеплерного гастрошунтирования» Издательство Здравоохранение Казахстана. Алматы. (2019).
- Автор монографии «Банд-разделенное гастрошунтирование Архивная копия от 25 октября 2021 на Wayback Machine» Издательство Профиль_С. Москва. (2020).
- Автор первого в РК практического руководства по бариатрической хирургии: «Руководство по хирургическому лечению метаболического синдрома и морбидного ожирения Архивная копия от 2 октября 2021 на Wayback Machine» г. Нур-Султан (2020).
  - Является автором (соавтором) научных статей в ведущих международных журналах (индексируемые в Scopus & Web of Science):
  - Ospanov OB. The Gastric Bypass and Fundoplication in Bariatric Surgery: the Comments on Published Papers and Our Classification of Combination Procedures. Obes Surg. 2021 Oct;31(10):4643-4644. doi: 10.1007/s11695-021-05505-8. Epub 2021 Jun 1. PMID 34059995.
  - Ospanov OB. Surgical technique of laparoscopic mini-gastric bypass with obstructive stapleless pouch creation: A case series. Int J Surg. 2019 Jul;67:70-75. doi: 10.1016/j.ijsu.2019.05.011. Epub 2019 Jun 1. PMID 31158507.
  - Ospanov O, Akilzhanova A, Buchwald JN, Fursov A, Bekmurzinova F, Rakhimova S, Yeleuov G, Kozhamkulov U, Abdina Z, Fursov R, Jumayeva L. Stapleless vs Stapled Gastric Bypass vs Hypocaloric Diet: a Three-Arm Randomized Controlled Trial of Body Mass Evolution with Secondary Outcomes for Telomere Length and Metabolic Syndrome Changes. Obes Surg. 2021 Jul;31(7):3165-3176. doi: 10.1007/s11695-021-05454-2. Epub 2021 May 8. PMID 33963974.
  - Ospanov O, Buchwald JN, Yeleuov G, Bekmurzinova F. Laparoscopic One-Anastomosis Gastric Bypass with Band-Separated Gastric Pouch (OAGB-BSGP): a Randomized Controlled Trial. Obes Surg. 2019 Dec;29(12):4131-4137. doi: 10.1007/s11695-019-04236-1. PMID 31654345.
  - Ospanov O. Thank IFSO for the Support that Allowed to Include the Specialization "Bariatric and Metabolic Surgery" in the Healthcare System of Kazakhstan. Obes Surg. 2021 Jun;31(6):2774-2775. doi: 10.1007/s11695-021-05232-0. Epub 2021 Jan 20. PMID 33469861.
  - Ospanov OB. Laparoscopic Band-Separated One Anastomosis Gastric Bypass. Obes Surg. 2016 Sep;26(9):2268-2269. doi: 10.1007/s11695-016-2281-2. PMID 27384682.
  - Ospanov O, Yeleuov G, Kadyrova I, Bekmurzinova F. The life expectancy of patients with metabolic syndrome after weight loss: study protocol for a randomized clinical trial (LIFEXPE-RT). Trials. 2019 Apr 8;20(1):202. doi: 10.1186/s13063-019-3304-9. Erratum in: Trials. 2019 Dec 12;20(1):716. PMID 30961631; PMCID: PMC6454761.
  - Bhandari M, Fobi MAL, Buchwald JN; Bariatric Metabolic Surgery Standardization (BMSS) Working Group:. Standardization of Bariatric Metabolic Procedures: World Consensus Meeting Statement. Obes Surg. 2019 Jul;29(Suppl 4):309-345. doi: 10.1007/s11695-019-04032-x. PMID 31297742.
  - Mahawar KK, Omar I, Singhal R, Aggarwal S, Allouch MI, Alsabah SK, Angrisani L, Badiuddin FM, Balibrea JM, Bashir A, Behrens E, Bhatia K, Biertho L, Biter LU, Dargent J, De Luca M, DeMaria E, Elfawal MH, Fried M, Gawdat KA, Graham Y, Herrera MF, Himpens JM, Hussain FA, Kasama K, Kerrigan D, Kow L, Kristinsson J, Kurian M, Liem R, Lutfi RE, Menon V, Miller K, Noel P, Ospanov O, Ozmen MM, Peterli R, Ponce J, Prager G, Prasad A, Raj PP, Rodriguez NR, Rosenthal R, Sakran N, Santos JN, Shabbir A, Shikora SA, Small PK, Taylor CJ, Wang C, Weiner RA, Wylezol M, Yang W, Aminian A. The first modified Delphi consensus statement on sleeve gastrectomy. Surg Endosc. 2021 Dec;35(12):7027-7033. doi: 10.1007/s00464-020-08216-w. Epub 2021 Jan 12. PMID 33433676.
  - Grubnik VV, Ospanov OB, Namaeva KA, Medvedev OV, Kresyun MS. Randomized controlled trial comparing laparoscopic greater curvature plication versus laparoscopic sleeve gastrectomy. Surg Endosc. 2016 Jun;30(6):2186-91. doi: 10.1007/s00464-015-4373-9. Epub 2015 Nov 5. PMID 26541724.
  - Ospanov O, Yeleuov G, Fursov A, Yelembayev B, Fursov R, Sergazin Z, Mustafin A. A laparoscopic one anastomosis gastric bypass with wrapping versus nonwrapping fundus of the excluded part of the stomach to treat obese patients (FundoRingOAGB trial): study protocol for a randomized controlled trial. Trials. 2022 Apr 7;23(1):264. doi: 10.1186/s13063-022-06252-6. PMID 35392958; PMCID: PMC8991694.
  - Ospanov O, Maleckas A, Orekeshova A. Gastric greater curvature plication combined with Nissen fundoplication in the treatment of gastroesophageal reflux disease and obesity. Medicina (Kaunas). 2016;52(5):283-290. doi: 10.1016/j.medici.2016.08.001. Epub 2016 Sep 20. PMID 27707580.
  - Oral B. Ospanov.Bariatric Surgical Practice and Patient Care.Jun 2021.129-136.http://doi.org/10.1089/bari.2020.0068.
  - Ospanov, Oral. "LAPAROSCOPIC MINI GASTRIC BYPASS SURGERY IN KAZAKHSTAN." OBESITY SURGERY. Vol. 25. 233 SPRING ST, NEW YORK, NY 10013 USA: SPRINGER, 2015.
- Является одним из разработчиком ряда профессиональных стандартов и клинических протоколов Министерства здравоохранения Республики Казахстан : по морбидному ожирению с метаболическим синдромом Архивная копия от 19 июня 2018 на Wayback Machine, по грыжам передней брюшной стенки и паховой грыжи, по  грыжам пищеводного отверстия диафрагмы Архивная копия от 23 ноября 2018 на Wayback Machine, а также является соавтором национальных клинических протоколов по другим хирургическим заболеваниям.

## Личная жизнь
Женат, трое детей.

## Награды
- Указом Президента Республики Казахстан от 15 июня 2022 года профессор Оспанов О.Б. Оспанов награждён государственной наградой Орденом "Курмет" (каз. Құрмет «почёт, уважение»[24]).
- Первым в отрасли медицины награждён званием «Қазақстан Республикасының Еңбек Сіңірген Өнертапқышы» ("Заслуженный Изобретатель Республики Казахстан") за изобретение более 20 –ти новых медицинских технологий (приказ МЮ №140 от 29.04.2013г).
- За преподавательскую деятельность в научных центрах и ВУЗах страны награждён в 2013 году Министерством образования и науки РК званием «Жоғары оқу орнының үздік оқытушысы» («Лучший преподаватель ВУЗа») с вручением одноимённого нагрудного знака.
- За большой вклад в развитие здравоохранения Республики Казахстан награждён высшей ведомственной наградой приказом министра здравоохранения и социального развития РК №414 от 27.05.2016. нагрудным знаком «Денсаулық сақтау ісіне қосқан үлесі ушін» («За вклад в развитие здравоохранения»).
- По результатам конкурса организованном Министерством образования и науки РК награждён в 2021 году ежегодной национальной премией и званием «Үздік ғылыми қызметкер» («Лучший научный работник»).
- Решением Ученого Совета АО «Национальный научный центр хирургии имени А.Н. Сызганова» за заслуги и вклад в медицину награждён «Золотой медалью» (протокол 2 от 24.09.21).
- Имеет медаль «50 лет Алматинского государственного института усовершенствования врачей — АГИУВ».
- Получил медаль «60 лет кафедре госпитальной хирургии КГМУ»,
- На конгрессах Казахстанской ассоциации эндоскопических хирургов получил из рук делегатов награду «Золотой лапароскоп» и почетный знак «Золотая медаль КАЭХ».
- В 2012 году награждён медалью имени академика РАМН Л. В. Полуэктова «За выдающиеся достижения в хирургии и укрепление научных связей между Россией и Казахстаном».
- В 2014 году награждён медалью Европейского научного общества им. Роберта Коха и присвоено звание «Почётный Учёный Европы».
- В 2014 году в г. Стреза (Италия) Международным Оксфордским комитетом удостоен звания «Медицинская Персона года».
- В 2015 г. стал Кавалером Европейского ордена им. Н. И. Пирогова
- В 2015 г. награждён почётной наградой Всемирной Федерации хирургии ожирения и метаболических нарушений ( IFSO).
- В 2016 году награждён юбилейной медалью «Астана медицина университеті — 50 жыл».
- В 2016 г. в Лондоне награждён «Award of honour» за презентацию разработки лапароскопического банд-разделенного гастрошунтирования без использования сшивающих устройств. Архивная копия от 26 октября 2021 на Wayback Machine